# دومينيك ميلر
دومينيك ميلر (بالإسبانية: Dominic Miller)‏ هو كاتب أغاني وعازف قيثارة أرجنتيني، ولد في 21 مارس 1960 في بوينس آيرس في الأرجنتين.

## وصلات خارجية
- الموقع الرسمي
- دومينيك ميلر على موقع IMDb (الإنجليزية)
- دومينيك ميلر على موقع ميوزك برينز (الإنجليزية)
- دومينيك ميلر على موقع أول ميوزيك (الإنجليزية)
- دومينيك ميلر على موقع ديسكوغز (الإنجليزية)
- دومينيك ميلر على موقع قاعدة بيانات الفيلم (الإنجليزية)